# Кэрэн
Кэ́рэн, устар. Ке́рен (тигринья ከረን, англ. Keren) — третий по величине город в Эритрее, расположенный к северо-западу от Асмэры, с населением около 82 198 человек (2012). Административный центр провинции Ансэба.
Это важный торговый центр. В городе есть ряд зданий в стиле Ар-деко, которым Асмэра славится на континенте.

## История
Город сформировался на линии Эритрейской железной дороги в Асмэру, в настоящее время демонтированной (хотя планируется её восстановить).
В окрестностях города проходили сражения Второй мировой войны и Войны за независимость Эритреи. В Кэрэне проходила главная битва между итальянской и британской армией в 1941 году.

## Климат
| Показатель              | Янв. | Фев. | Март | Апр. | Май  | Июнь | Июль  | Авг.  | Сен. | Окт. | Нояб. | Дек. | Год   |
| ----------------------- | ---- | ---- | ---- | ---- | ---- | ---- | ----- | ----- | ---- | ---- | ----- | ---- | ----- |
| Средний максимум, °C    | 22,5 | 23,4 | 25,5 | 27,4 | 30,9 | 28,3 | 27,7  | 25,7  | 23,8 | 22,6 | 22,3  | 21,1 | 25,1  |
| Средняя температура, °C | 16,8 | 17,5 | 19,1 | 20,2 | 22,7 | 20,9 | 20,1  | 18,9  | 17,9 | 17,4 | 17,1  | 16,1 | 18,7  |
| Средний минимум, °C     | 11,0 | 11,6 | 12,7 | 13,0 | 14,5 | 13,5 | 12,5  | 12,2  | 12,0 | 12,2 | 11,9  | 11,0 | 12,3  |
| Норма осадков, мм       | 4,5  | 6,5  | 6,7  | 14,2 | 24,9 | 30,0 | 108,3 | 109,6 | 32,0 | 9,0  | 11,1  | 5,1  | 361,9 |
| Источник:               |      |      |      |      |      |      |       |       |      |      |       |      |       |

## Административное деление города
Город поделён на 4 административных района:
- Элаберед (Elabered)
- Хагаз (Hagaz)
- Халхал (Halhal)
- Мелбасо (Melbaso)

## Достопримечательности

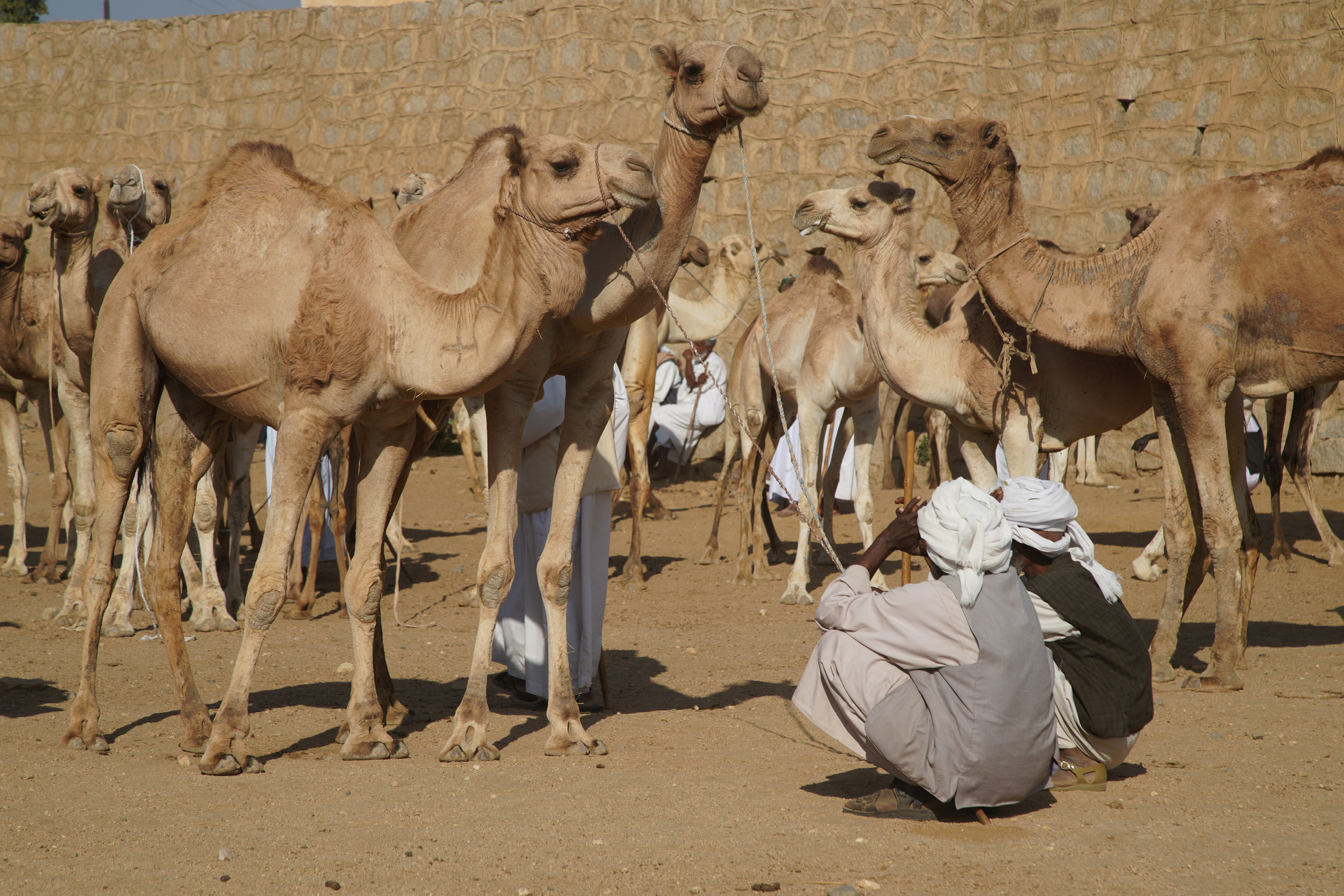
Скотный рынок в Кэрэне

- Египетская крепость XIX века Тигу (Tigu).
- Часовня Сент-Марьям Деарит в баобабе.
- Бывшая железнодорожная станция 1930-х гг.
- Британское и итальянское военные кладбища.
- Местный рынок.
- Расположенный неподалёку монастырь VI века Дебра Сина известен своими вырубленными в пещерах кельями.

## Города-побратимы
- Трондхейм, Норвегия.